# 筑波大学蹴球部

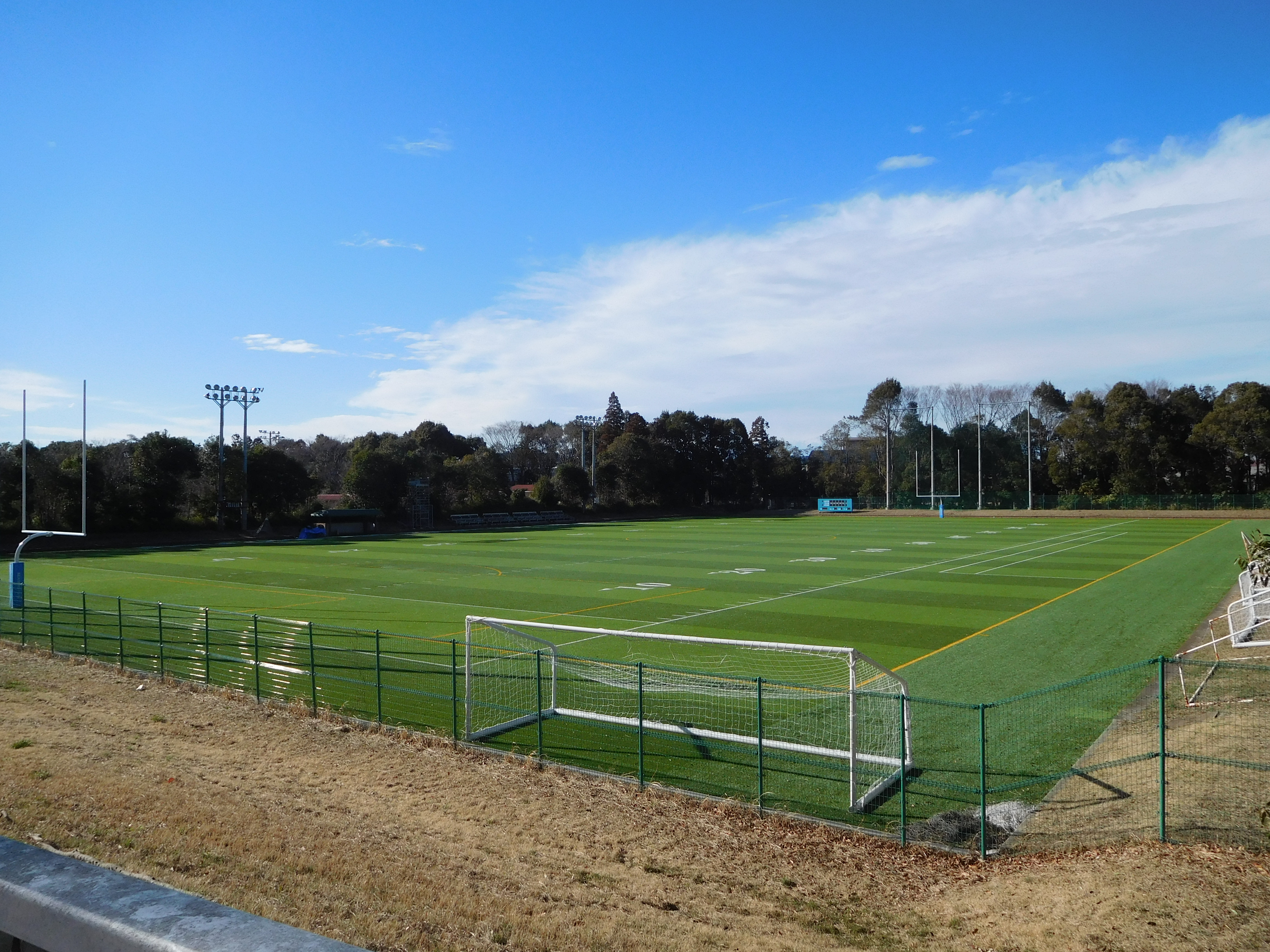
練習拠点の筑波大学第一サッカー場

筑波大学蹴球部（つくばだいがく しゅうきゅうぶ）は、茨城県つくば市にある筑波大学のサッカー部。日本で長い歴史を有するサッカーチームの一つである。

## 歴史
体操伝習所における教材としてサッカーが取り入れられた1878年が現在の筑波大学とサッカーとの始まりとなる。1886年に高等師範学校に体操伝習所が統合されて、高等師範学校の「体操専修科」となった。
1896年3月、高等師範学校の「フートボール部」として創設され、同校教授の坪井玄道が部長に就任した。なお、当時はラグビーと未分化であったと伝えられている。1902年に高等師範学校から「東京高等師範学校」（東京高師）に改名した。
1902年4月、フートボール部の理事であった中村覚之助らが日本で最初のサッカー指導書の「アッソシェーション・フットボール」を翻訳。また、同年中に中村によってア式蹴球部が創設された。1903年秋に「東京高等師範学校蹴球部」の名前で日本で最初のフットボールの書物となる「アッソシェーション.フットボール」が出版された。
1904年にイングランド人のウォルター・オーガスタス・デ・ハヴィランドが東京高師に教員として赴任。この時にデ・ハヴィランドがアソシエーション・フットボール（ア式フットボール。現在のサッカー）を指導したことでサッカーが行われるようになったと伝わっている（なお、デ・ハヴィランドは1906年に東京高師の教員を退任）。
1904年2月、横浜カントリー・アンド・アスレティック・クラブ（YC&AC）と対戦して0-9で敗北。なお、この試合が日本で初めて開催された外国のチームとの対戦とされている。
1907年11月、日本のクラブ同士で行われた初めての対抗試合とされる東京府青山師範学校との試合が開催された。
1917年5月、東京高師が日本代表チームとして第3回極東選手権競技大会に出場。5月9日に初めての日本代表としての国際試合で中華民国代表と対戦した(0-5で敗北）。また、5月10日には元FCバルセロナのパウリノ・アルカンタラを擁するフィリピン代表と対戦し、2-15で敗れたが、この試合で東京高師在学中だった藤井春吉が日本代表初得点を記録した。なお、この試合は現在でも日本代表の最大差敗戦試合となっている。
1921年、東京高師の関係者が中心となり「大日本蹴球協会」（現在の日本サッカー協会）が創設された。
1922年、日本最初のリーグ戦である「専門学校蹴球リーグ戦」に東京帝国大学、早稲田大学、東京商科大学と共に参加。なお、同年で「専門学校蹴球リーグ戦」は休止されたが、1924年にア式蹴球東京コレッヂリーグ（現：関東大学サッカーリーグ戦）が創設され、「専門学校蹴球リーグ戦」に参加していた東京帝大、早稲田大に加えて、法政大、慶應義塾大、東京農大の5校と共に1部に入った（同年は4位の成績）。1925年、ア式蹴球東京コレッヂリーグで初優勝を果たした。
1929年、東京高等師範学校から東京文理科大学へ改組し、同大学の蹴球部となった。
1935年に開催された全日本蹴球選手権大會（第15回天皇杯全日本サッカー選手権大会）に初出場して関大クラブなどを破って決勝に進出。決勝は全京城蹴球団に敗れたが、準優勝の成績を残した。
1936年ベルリンオリンピックのサッカー競技の日本代表に在学中の松永行が選出され、スウェーデン代表で決勝点となるゴールを決めた（ベルリンの奇跡も参照）。
1949年、東京文理科大学が東京教育大学へ改組し、同大学の蹴球部となった。
1954年、全日本大学サッカー選手権大会で初優勝を果たした。1959年、中央大学学友会サッカー部との中教サッカー定期戦（現在は「中筑サッカー定期戦」）が開始された。また、1957年から1959年まで3年連続で現役・OBによる茗友クラブとして天皇杯に出場している。
1978年、東京教育大学が閉鎖され、筑波大学が発足すると共に同大学の蹴球部となった。
1981年、総理大臣杯全日本大学サッカートーナメントで初優勝した。また、同年の第61回天皇杯全日本サッカー選手権大会の2回戦で古河電工、準々決勝で日立製作所とJSL勢を連破してベスト4に入った。
2012年、26回目の出場となった第92回天皇杯全日本サッカー選手権大会の1回戦でJFL所属（当時）のFC琉球に勝利した。
2014年11月、中央大学に敗れて創部以来初となる関東大学リーグ2部へ降格した。
2015年11月、関東大学リーグ2部で2位に入って1年での1部復帰を決めた。2016年12月に開催された第65回全日本大学サッカー選手権大会で優勝した（13年ぶり9回目）。
2017年、30回目の出場となった第97回天皇杯全日本サッカー選手権大会の1回戦でJ3・Y.S.C.C.横浜に勝利、2回戦のベガルタ仙台戦で創部以来初となるJ1クラブから勝利を挙げた。3回戦ではJ2・アビスパ福岡に勝利した。2017年11月、関東大学リーグ1部で13年ぶりに優勝した。勝利数（17）、勝点（54）は共に22試合制になった2005年以降で最多となる。

## 戦績
| 年度 | 所属    | 順位 | 勝点 | 試合 | 勝 | 分 | 敗 | 得点 | 失点 | 得失 | アミノ杯   | 総理大臣杯 | 大学選手権 | 監督       |
| 2008 | 関東1部 | 3位  | 35   | 22   | 11 | 2  | 9  | 51   | 45   | 6    | -          | -          | 準優勝     | 風間八宏   |
| 2009 | 関東1部 | 9位  | 25   | 22   | 7  | 3  | 12 | 30   | 39   | -9   | -          | 一回戦敗退 |            | 風間八宏   |
| 2010 | 関東1部 | 2位  | 43   | 22   | 13 | 4  | 5  | 53   | 33   | 20   | -          | -          | ベスト4    | 風間八宏   |
| 2011 | 関東1部 | 4位  | 36   | 22   | 10 | 6  | 6  | 39   | 29   | 10   | -          | -          | ベスト4    | 風間八宏   |
| 2012 | 関東1部 | 6位  | 34   | 22   | 11 | 1  | 10 | 50   | 42   | 8    | 準優勝     | ベスト8    | -          | 風間八宏   |
| 2013 | 関東1部 | 6位  | 30   | 22   | 8  | 6  | 8  | 36   | 30   | 6    | 一回戦敗退 | -          | ベスト8    | 中山雅雄   |
| 2014 | 関東1部 | 11位 | 18   | 22   | 5  | 3  | 14 | 23   | 33   | -10  | 一回戦敗退 | -          | -          | 中山雅雄   |
| 2015 | 関東2部 | 2位  | 46   | 22   | 14 | 4  | 4  | 49   | 23   | 26   | 準優勝     | ベスト4    | -          | 小井土正亮 |
| 2016 | 関東1部 | 2位  | 37   | 22   | 10 | 7  | 5  | 34   | 21   | 13   | 5位        | 二回戦敗退 | 優勝       | 小井土正亮 |
| 2017 | 関東1部 | 優勝 | 54   | 22   | 17 | 3  | 2  | 55   | 17   | 38   | 準優勝     | ベスト4    | ベスト8    | 小井土正亮 |
| 2018 | 関東1部 | 2位  | 38   | 22   | 11 | 5  | 6  | 38   | 25   | 13   | 一回戦敗退 | -          | ベスト8    | 小井土正亮 |
| 2019 | 関東1部 | 6位  | 32   | 22   | 9  | 5  | 8  | 32   | 26   | 6    | 4位        | 二回戦敗退 | ベスト8    | 小井土正亮 |
| 2020 | 関東1部 | 10位 | 24   | 22   | 6  | 6  | 10 | 27   | 40   | -13  | 二回戦敗退 | -          | -          | 小井土正亮 |
| 2021 | 関東1部 | 6位  | 29   | 22   | 9  | 2  | 11 | 33   | 30   | 3    | 二回戦敗退 | ベスト4    | ベスト8    | 小井土正亮 |
| 2022 | 関東1部 | 3位  | 37   | 22   | 11 | 4  | 7  | 29   | 23   | 6    | 二回戦敗退 | -          | 二回戦敗退 | 小井土正亮 |
| 2023 | 関東1部 | 優勝 | 52   | 22   | 16 | 4  | 2  | 52   | 20   | 32   | 7位        | -          | ベスト4    | 小井土正亮 |
| 2024 | 関東1部 | 2位  | 49   | 22   | 15 | 4  | 3  | 46   | 18   | 28   | 5位        | ベスト4    | ベスト8    | 小井土正亮 |

注釈
1. ↑  新型コロナウイルスの感染拡大に伴い、開催中止となった。両大会の中止を受け、特例大会として#atarimaeni CUPが開催された。

## 主な成績
- 天皇杯 JFA 全日本サッカー選手権大会
  - 準優勝：1回（1935年）
- 全日本大学サッカー選手権大会
  - 優勝：9回（1954, 1956, 1968, 1971, 1979, 1980, 2002, 2003, 2016）
  - 準優勝：4回（1995, 1999, 2000, 2008）
- 総理大臣杯全日本大学サッカートーナメント
  - 優勝：3回（1981, 1988, 1992）
  - 準優勝：6回（1983, 1987, 1989, 1993, 1995, 1999）
- 関東大学サッカーリーグ戦1部
  - 優勝：16回（1925, 1953, 1968, 1969, 1980, 1983, 1987, 1988, 1992, 1993, 1994, 1999, 2000, 2004, 2017, 2023）
  - 準優勝：11回（1948, 1955, 1977, 1979, 1955, 2001, 2002, 2003, 2010, 2016,2018）
- アミノバイタルカップ
  - 準優勝：3回（2012, 2015, 2017）
- 茨城県サッカー選手権大会（兼天皇杯茨城県予選）
  - 優勝：15回（2000, 2002, 2003, 2005, 2007, 2011, 2012, 2013, 2014, 2016, 2017, 2020, 2022, 2023, 2024）
  - 準優勝：4回（2004, 2010, 2018, 2021）

## 主な出身選手
東京教育大学時代およびそれ以前の所属選手については東京教育大学の人物一覧#サッカーを参照
| 1978年度卒 - 大渕龍介 1979年度卒 - 内山勝 - 田嶋幸三 - 山口隆文 1981年度卒 - 坂下博之 1982年度卒 - 越田剛史 - 松田浩 1983年度卒 - 織田秀和 - 風間八宏 - 鈴木淳 - 望月一頼 1984年度卒 - 浅岡朝泰 - 小野剛 - 倉田安治 1985年度卒 - 松村和彦 - 吉田寿光 1986年度卒 - 保坂孝 1987年度卒 - 田口禎則 - 長谷川健太 1988年度卒 - 鋤柄昌宏 - 伊達倫央 - 野村雅之 1989年度卒 - 井原正巳 - 影山雅永 - 川俣則幸 - 中山雅史 - 畠山啓 1990年度卒 - 森山佳郎 - 東海林毅 - 谷真一郎 - 長澤徹 1991年度卒 - 加藤寿一 - 土屋潤二 - 二宮浩 1992年度卒 - 大神友明 - 菊原伸郎 - 三浦文丈 1993年度卒 - 辛島啓珠 - 木山隆之 - 服部浩紀 - 藤田俊哉 - 山田栄一郎 1994年度卒 - 大石尚哉 - 大岩剛 - 大槻毅 - 土居義典 1995年度卒 - 望月重良 - 西ヶ谷隆之 - 上野優作 - 笠原恵太 | 1996年度卒 - 阿部敏之 - 興津大三 - 佐藤一樹 - 吉成浩司 - 若井研治 - 斎藤克幸 1997年度卒 - 天野賢一 - 和多田充寿 1998年度卒 - 笠原宗太 - 萩村滋則 - 石川雅人 - 武藤覚 1999年度卒 - 井上敦史 - 谷池洋平 - 戸田光洋 - 冨田大介 - 西川周吾 2000年度卒 - 小野隆儀 - 小井土正亮 - 曽田雄志 - 中村元 - 羽山拓巳 - 吉川京輔 2001年度卒 - 石川竜也 - 鶴見智美 - 羽生直剛 - 平川忠亮 - 松原直哉 - 吉岡宏 2002年度卒 - 阿部謙作 - 兼村憲周 - 鎌田祥平 - 小林宏之 - 高林佑樹 - 千代反田充 2003年度卒 - 鈴木孝明 - 町田多聞 2004年度卒 - 秋田政輝 - 鈴木達也 - 兵働昭弘 - 藤宏明 2005年度卒 - 秋葉陽一 - 阿部翔平 - 大島翼 - 中野洋司 - 藤本淳吾 2006年度卒 - 岡田隆 - 河野高宏 2007年度卒 - 田中秀人 - 中下征樹 - 平山相太※中退 - 三澤純一 | 2008年度卒 - 木島悠 - 永芳卓磨 - 西川優大 - 野本泰崇 2009年度卒 - 碓井健平 - 大塚翔太 - 作田裕次 - 奈良輪雄太 2010年度卒 - 小澤司 - 森谷賢太郎 2011年度卒 - 石神幸征 - 土遠修平 - 八反田康平 - 三浦雄也 2012年度卒 - 瀬沼優司 - 山越享太郎 2013年度卒 - 赤﨑秀平 - 上村岬 - 谷口彰悟 - 玉城峻吾 2014年度卒 - 片岡爽 - 車屋紳太郎 - 中野嘉大 2015年度卒 - 岩脇力哉 - 西川翔大 - 早川史哉 - 三丸拡 - 若杉拓哉 2016年度卒 - 高柳昂平 - 吉田直矢 2017年度卒 - 北川柊斗 - 戸嶋祥郎 - 中野誠也 - 野口航 2018年度卒 - 会津雄生 - 小笠原佳祐 - 鈴木大誠 - 鈴木徳真 - 西澤健太 - 森下仁道 2019年度卒 - 阿部航斗 - 高嶺朋樹 - 三笘薫 - 山川哲史 2020年度卒 - 生地慶充 2021年度卒 - 山原怜音 - 加藤匠人 - 角田涼太朗※退部 - 井川空 - 森海渡※退部 - 櫻庭立樹 | 2022年度卒 - 和田育 - 岩本翔 - 森侑里 2023年度卒 - 山内翔 - 林田魁斗 |